# Alice Mizzau
Alice Mizzau (ur. 18 marca 1993 w Udine) – włoska pływaczka specjalizująca się w stylu dowolnym.
W 2012 r. na mistrzostwach Europy w Debreczynie zdobyła złoty medal w sztafecie 4 × 200 m stylem dowolnym, wspólnie z Alice Nesti, Dilettą Carli i Federicą Pellegrini oraz srebrny w sztafecie 4 × 100 m stylem zmiennym razem z Arianną Barbieri, Chiarą Boggiatto i Ilarią Bianchi. W Debreczynie zdobyła również brązowy medal w sztafecie 4 × 100 m stylem dowolnym razem z Ericą Buratto, Eriką Ferraioli i Federicą Pellegrini.
Uczestniczka igrzysk olimpijskich w Londynie (2012) w sztafetach 4 × 100 m (12. miejsce) i 4 × 200 m stylem dowolnym (7. miejsce).